# HD 130603
HD 130603，又名BD+24 2779，SAO 83535、HR 5524，是一颗恒星，视星等为6.14，位于銀經33.54，銀緯63.58，其B1900.0坐标为赤經14h 43m 57.2s，赤緯+24° 63.58′ 55″。